# Elección para gobernador de Ohio de 2010
Las elecciones para gobernador de Ohio de 2010 se hicieron el 2 de noviembre de 2010 para escoger al Gobernador de Ohio en la que el Republicano John Kasich ganó  las elecciones. El gobernador titular Ted Strickland se postuló para la gobernatura del estado.

## Encuesta
| United States Congress Senate | Republican (R) | Democrat (D) | Independiente (I) |
| ----------------------------- | -------------- | ------------ | ----------------- |
| 116th United States Congress  | 51             | 45           | 2                 |
| 115th United States Congress  | 51             | 47           | 2                 |
| 114th United States Congress  | 54             | 44           | 2                 |
| 113th United States Congress  | 45             | 53           | 2                 |
| 112th United States Congress  | 47             | 51           | 2                 |

| United States Congress House Representatives | Republican (R) | Democrat (D) | Vacant (V) |  |
| -------------------------------------------- | -------------- | ------------ | ---------- |  |
| 116th United States Congress                 | 198            | 228          | 0          |  |
| 115th United States Congress                 | 235            | 193          | 7          |  |
| 114th United States Congress                 | 246            | 187          | 2          |  |
| 113th United States Congress                 | 234            | 201          | 0          |  |
| 112th United States Congress                 | 240            | 191          | 4          |  |